# Мартяни
Мартяни (пол. Martiany) — село в Польщі, у гміні Кентшин Кентшинського повіту Вармінсько-Мазурського воєводства.
Населення — 136 осіб (2011).

## Демографія
Демографічна структура станом на 31 березня 2011 року:
|          | Загалом | Допрацездатний вік | Працездатний вік | Постпрацездатний вік |
| -------- | ------- | ------------------ | ---------------- | -------------------- |
| Чоловіки | 68      | 13                 | 49               | 6                    |
| Жінки    | 68      | 10                 | 43               | 15                   |
| Разом    | 136     | 23                 | 92               | 21                   |